# Relações entre Camarões e Nigéria
As relações entre Camarões e Nigéria referem-se as relações bilaterais existentes entre a República dos Camarões e a República Federal da Nigéria.

## Histórico

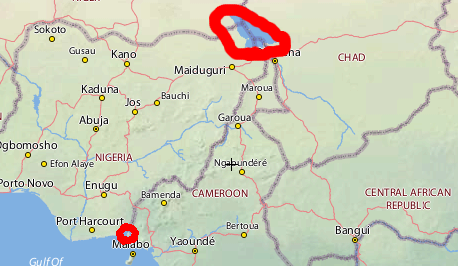
Áreas em vermelho são disputas passadas.

Por alguns anos, as relações entre Camarões e Nigéria se focaram em questões relativas ao seus limites terrestres de 1.600 quilômetros, que se estendem desde o Lago Chade até a península de Bakassi e o limite para o Golfo da Guiné. As questões envolvidas foram os direitos sobre a área rica em petróleo e o destino das populações locais. Por exemplo, à medida que o Lago Chade secava devido à desertificação, as populações locais que dependem do lago pela sua fonte de água, seguiam a descida das águas ofuscando ainda mais as linhas fronteiriças. As tensões entre os dois países escalaram para um confronto militar no final de 1993 com a implantação de militares da Nigéria na península de Bakassi.
Posteriormente, foi criada uma Comissão Mista Camaronesa-Nigeriana e as relações começaram a melhorar. Em 2002 o Tribunal Internacional de Justiça, um órgão de justiça das Nações Unidas, emitiu uma decisão em julgamento concedendo a península aos Camarões. No entanto, o Senado da Nigéria não reconheceu essa decisão como contrariando a constituição do país. Em 2003, as fronteiras do Lago Chade foram finalmente estabelecidas.  Pelo Acordo de Greentree de 2006, mediado pelo então secretário-geral da ONU Kofi Annan estabeleceu os termos para a transferência da península em dois anos.
Assim, desde 14 de agosto de 2008, a península de Bakassi pertence aos Camarões, sendo na parte sul-ocidental  do departamento de Ndian na Região Sudoeste.